# Winterdijk

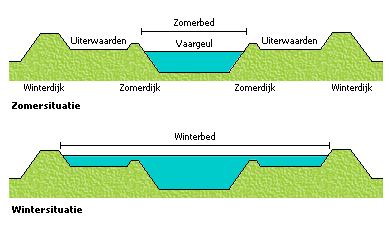
Doorsnede van een rivierbedding met uiterwaarden

De winterdijk of bandijk is de dijk langs een rivier die bij hoge afvoeren overstroming van omliggende gebieden voorkomt en de rivier in het stroomprofiel houdt. Anders dan de zomerdijk is de winterdijk hoog genoeg om bij vrijwel alle waterstanden stand te houden; daarvoor is een normfrequentie vastgesteld, die bijvoorbeeld aangeeft dat een bepaalde dijk niet vaker dan eens per duizend jaar mag overstromen.
De winterdijk hoeft alleen water te keren bij hoge afvoeren, bij normale situaties keren de zomerkades het water. Bij hoge afvoeren stroomt het water over de zomerkade, waardoor de uiterwaarden vollopen.
De winterdijken zijn primaire waterkeringen, waarachter de dorpen, steden en polders liggen. De belangrijkste functie van de winterdijk is dan ook bescherming van het achterland. Veel van deze dijken zijn verstevigd, verbreed en opgehoogd na de hoge waterstanden en dreigende doorbraken aan het einde van de 20e eeuw.

## Naam
De naam winterdijk is afgeleid van het feit dat de hoogste waterstanden van een rivier vaak in de winter bereikt worden, waardoor de dijk juist dan nodig is.
De etymologische verklaring voor de naam bandijk voert terug op ban(ne) in de zin van rechtsgebied. Dit gaf aan dat de dijk gerechtelijk geschouwd werd. Dit woord is al in 1284 geattesteerd en komt ook in toponiemen terug, bijvoorbeeld Maasbandijk en Waalbandijk.

## Verkeer
Bochtige rivierdijken zijn geliefd bij automobilisten en motorrijders om op zomerse dagen langs te toeren, terwijl aanwonenden, recreanten en fietsers baat hebben bij verkeersluwe dijken. Op veel dijken vereist het rijden alertheid: bij oude dijkdoorbraken zijn dijken vaak in scherpe bochten om kolken heen gelegd, wat een onverwachte afwisseling geeft met de ruimere bochten bij meanders.